# KRH
KRH株式会社（ケーアールエイチ）は、日本の企業。

## 概要
足場事業（くさび式足場の製造、販売、リース、レンタル、施工業務）を主な事業としている。

## 沿革
- 1977年 - 青山馥（かおる）が青山商店（信和商店）を創業[2]。
- 1979年 - 信和株式会社設立。
- 1988年 - 信和サービス株式会社設立。くさび式足場・架払リース・架払事業の開始くさび式足場・製造販売。
- 1989年 - 岐阜信和サービス株式会社に改称。
- 1998年 - 信和サービス株式会社に改称。
- 2001年 - 信和サービス株式会社と信和株式会社の経営分離。株式の譲渡により青山馥の長男青山光司が信和サービス株式会社代表取締役に就任。
- 2003年 - 信和株式会社をSBI証券（現SBIホールディングス）に91億円にて譲渡。
- 2004年 - 平和技研株式会社とくさび式足場のOEM協力。
- 2006年 - ホリー株式会社とくさび式足場のOEM協力。信和サービス株式会社をKRH株式会社に商号変更。
- 2009年 - KRH次世代足場開発。
- 2012年 - 馥ジャパン株式会社設立。OEM工場としてKRH次世代足場の製造。
- 2018年 - 株式会社ルーティング、有限会社カイズと資本業務提携、持株会社としてKRHホールディングス株式会社設立（代表取締役ファウンダーに青山光司が就任）。
- 2019年 - 代表取締役会長に野田幸弘就任、取締役社長に加藤博史、坂田史明就任。
- 2023年 - 代表取締役社長に坂田史明就任。(馥ジャパン株式会社の代表取締役社長も兼任）[3]

## 事業所
- 岐阜県
本店：（輪之内町）
各務原支店：（各務原市）

- 静岡県
静岡支店：（静岡市）

- 大阪府
大阪支店：（東大阪市）

- 福岡県
福岡支店：（直方市）

- 愛知県
中部支社：（名古屋市）

- 東京都
管理本部：（新宿区）

- 埼玉県
東京支店：（三郷市）

- 神奈川県
横浜支店：（横浜市）
相模原支店：（相模原市）

- 宮城県
東北支店：（名取市）

## KRHグループ
- KRH株式会社
- 馥ジャパン株式会社 - OEM工場としてKRH次世代足場の製造
- 株式会社リバティ - 外国人などに対する日本語教育事業
- ケーアールエイチ エージェンシー
- 一般財団法人国際クラブ - (旧財団法人国際調和クラブ[4])留学生奨学事業、教育支援事業、内外スポーツ振興事業、芸術文化交流事業、発展途上国への支援事業など。明治初期に設立された「日伊文化協会」の流れをくむ法人格を取得したもの。青山馥理事長、青山るみ副理事長。
- 建設足場事業協同組合 - 外国人技能実習生支援事業

## ラジオCM
2009年頃まで文化放送、ニッポン放送、東海ラジオ、TOKYO FMでラジオCMを放送しており、河村隆一、松崎しげるが出演していた。